# La Note ivre
 (mai 2015).
Si vous disposez d'ouvrages ou d'articles de référence ou si vous connaissez des sites web de qualité traitant du thème abordé ici, merci de compléter l'article en donnant les références utiles à sa vérifiabilité et en les liant à la section « Notes et références ».
Pour plus de détails, voir Fiche technique et Distribution.
La Note ivre (titre original : High Note) est un film d'animation américain réalisé par Chuck Jones, sorti en 1960.
Ce cartoon Looney Tunes met en scène une "note ivre" (d'où le titre du court métrage).

## Synopsis
Un orchestre (formé de notes de musique) s'apprête à jouer Le Beau Danube bleu. Mais lors de la composition de la valse, il manque une note. Cette dernière se trouve dans les livres Le Petit Verre de whisky, Y a-t-il une taverne en ville ? et Comme j'ai soif et en ressort ivre avec une tête rouge (qui montre son ivresse). Elle marche n'importe comment à cause de son ivresse et le chef d'orchestre s'en impatiente. La note ivre fait un tic-tac-toe sur un dièse de la partition. Le chef d'orchestre va la chercher : cette dernière s'assoit sur un œuf qui donne en résultat des bébés notes. La note va ensuite jouer au jeu de "va chercher" avec un soupir qu'il transforme avec un sifflement en chien. Lorsque le chef retrouve son apprenti manquant, il l'attache avec une pince à linge à la partition.
Lorsque la composition se réentend, il manque encore la note ivre... Mais elle n'est plus seule à l'être : toutes les autres notes qui la suivent le sont. La note ivre principale remplace le j'ai de Comme j'ai soif par nous avons, ce qui donne Comme nous avons soif.